# 737
| [ Edytuj tabelę ]          |                                      |
| Król Asturii               | - 718 Pelayo 737 - 737 Favila 739    |
| Cesarz Bizancjum           | - 717 Leon III Izauryjczyk 741       |
| Chan Bułgarii              | - 721 Kormisosz 738                  |
| Cesarz Chin                | - 712 Tang Xuanzong 756              |
| Król Essexu                | - 709 Saelred 746                    |
| Król Franków               | - 720 Teuderyk IV 737                |
| Cesarz Japonii             | - 724 Shōmu 749                      |
| Kalif                      | - 724 Hiszam 743                     |
| Patriarcha Konstantynopola | - 730 Anastazy 754                   |
| Król Longobardów           | - 712 Liutprand 744                  |
| Król Mercji                | - 716 Aethelbald 757                 |
| Król Nortumbrii            | - 729 Ceolwulf 737 - 737 Eadbert 758 |
| Papież                     | - 731 Grzegorz III 741               |
| Doża Wenecji               | - 726 Orso Ipato 742                 |
| Król Wessexu               | - 726 Ethelheard 740                 |

Rok 737 / DCCXXXVII
stulecia: VII wiek ~
VIII wiek ~
IX wiek

lata: 727 «
732 «
733 «
734 «
735 «
736 «
737
» 738
» 739
» 740
» 741
» 742
» 747

## Wydarzenia
- Europa
  - po śmierci króla Franków Teuderyka IV z dynastii merowińskiej karoliński majordom Karol Młot przejął władzę, ale nie używał tytułu królewskiego

## Zmarli
- Pelayo